# The Spitfire of Seville
The Spitfire of Seville er en amerikansk stumfilm fra 1919 af George Siegmann.

## Medvirkende
- Hedda Nova som Carmelita Delgado
- Thurston Hall som Kent Staunton
- Claire Anderson som Alice Foster
- Marian Skinner
- François Dumas som Salvador